# Haplocochlias onaneyi
Haplocochlias onaneyi là một loài ốc biển, là động vật thân mềm chân bụng sống ở biển thuộc họ Skeneidae.